# Nagoszewo (gmina)
Nagoszewo (alt. Naguszewo) – dawna gmina wiejska istniejąca do 1868 roku w guberni łomżyńskiej. Siedzibą władz gminy było Nagoszewo.
Za Królestwa Polskiego gmina Nagoszewo należała do powiatu ostrowskiego w guberni łomżyńskiej.
Gminę zniesiono w  1868 roku, a z jej obszaru powstały dwie nowe gminy: Orło i Poręba (Poręby).